# Limonia lackschewitziana
Limonia lackschewitziana är en tvåvingeart som beskrevs av Alexander 1933. Limonia lackschewitziana ingår i släktet Limonia och familjen småharkrankar. Inga underarter finns listade i Catalogue of Life.